# Nounkounkan
Nounkounkan est une ville et une sous-préfecture de Guinée, rattachée à la préfecture de Siguiri et la région de Kankan.

## Histoire

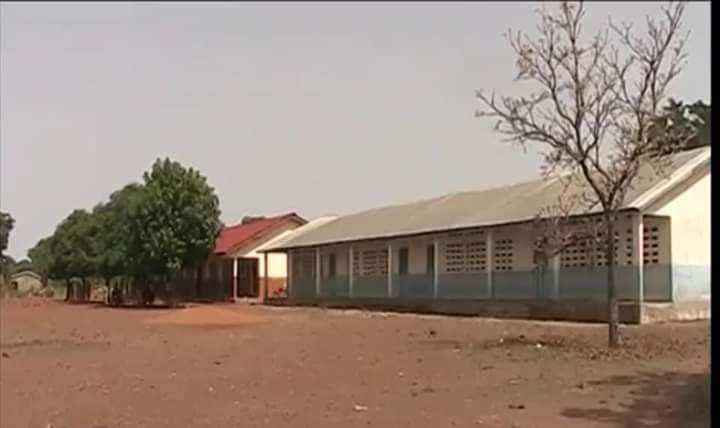
Ecole Nounkounkan en 2021

Nounkounkan a été fondée au XVe siècle par Kouyafing Kossayan Magassouba, petit-fils de Mankandian Magassouba fondateur du royaume de Kolönkalan.

## Situation géographie
Nounkounkan est située au nord est de la Guinée. Elle est traversée par le fleuve Niger.

## Subdivision administrative
Le village de Nounkounkan avec l'augmentation de sa population est devenu en 2010 une sous-préfecture. Elle est composée de six districts : Nounkounkan, Sokoura, Banfèlè koro, Banfèlè koura, Landi Makonon et Balandou.

## Climat
Nounkounkan a deux saisons : une saison sèche de novembre à avril et une saison des pluies de mai à octobre.

## Population

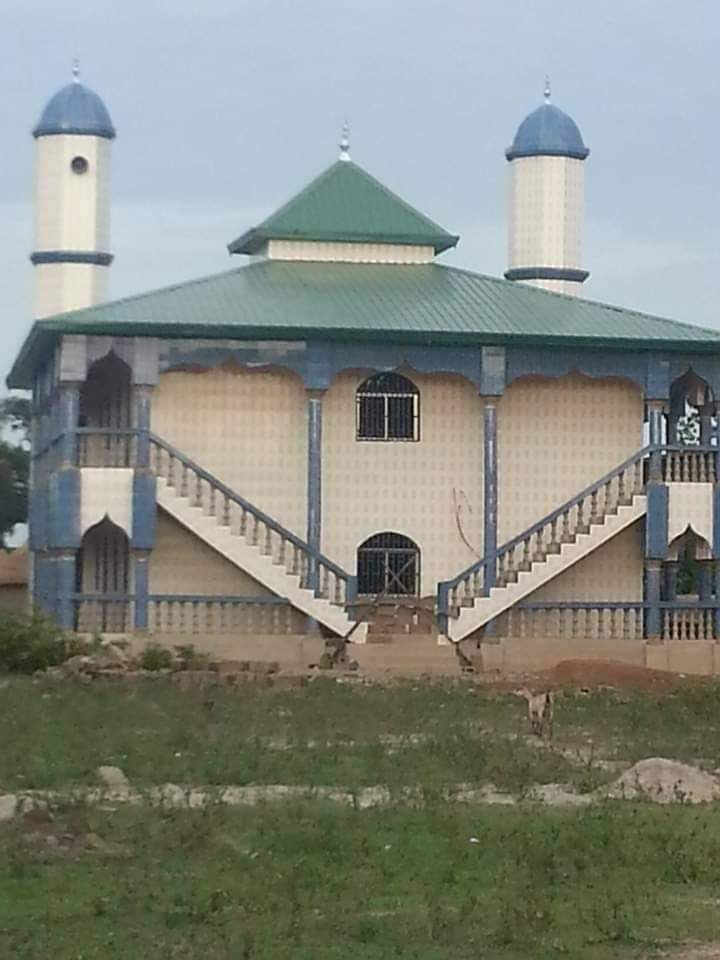
Mosquée de Nounkounkan en 2021

La population est majoritairement d'ethnie Malinké et la religion dominante est l'islam.
En 2016, le nombre d'habitants est estimé à 13 770, à partir d'une extrapolation officielle du recensement de 2014 qui en avait dénombré 12 875.

## Économie
Les activités économiques tournent autour de l'agriculture, la pêche artisanale, l'élevage artisanal,. 
Chaque année au début du mois de mai se déroule la fête annuelle de la mare nounkoun servant d'attraction touristique. 